# Thorleif Paus

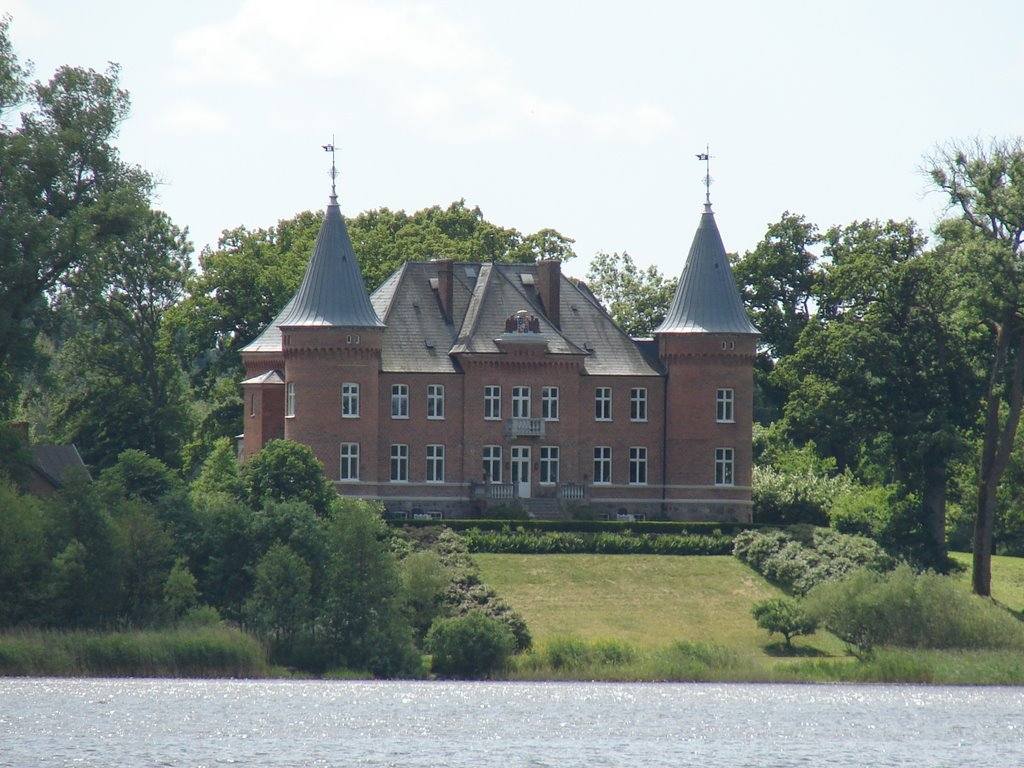
Das Schloss Kvesarum in Schonen

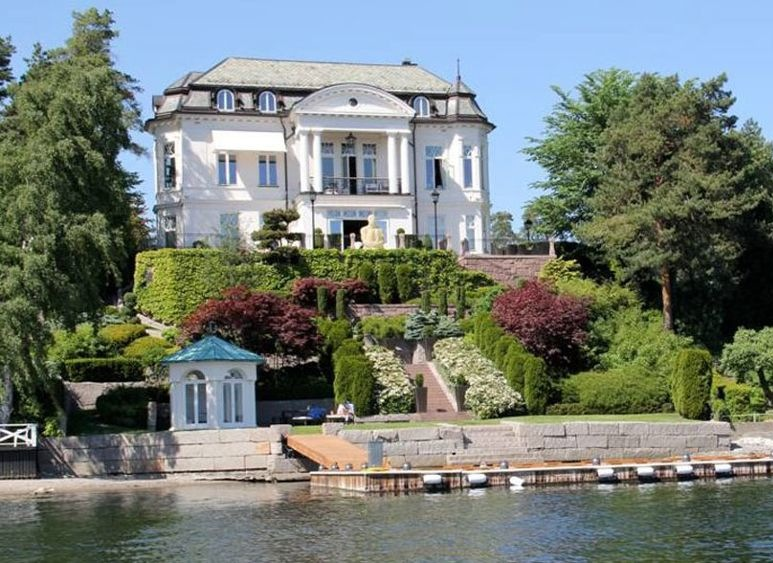
Die väterliche „Villa Paus“ auf Bygdøy

Thorleif Paus (* 8. Oktober 1881 in Christiania; † 9. Juni 1976) (Aussprache ['tʊrlæɪf 'pæʉs]), in Österreich Thorleif von Paus oder Thorleif de Paus genannt, war ein norwegischer Offizier, Generalkonsul in Wien, Unternehmer, Fabrikbesitzer in Norwegen und Gutsbesitzer in Schonen. Er verbrachte Teile seines Lebens in Norwegen, Österreich, Schweden und Dänemark.

## Familie

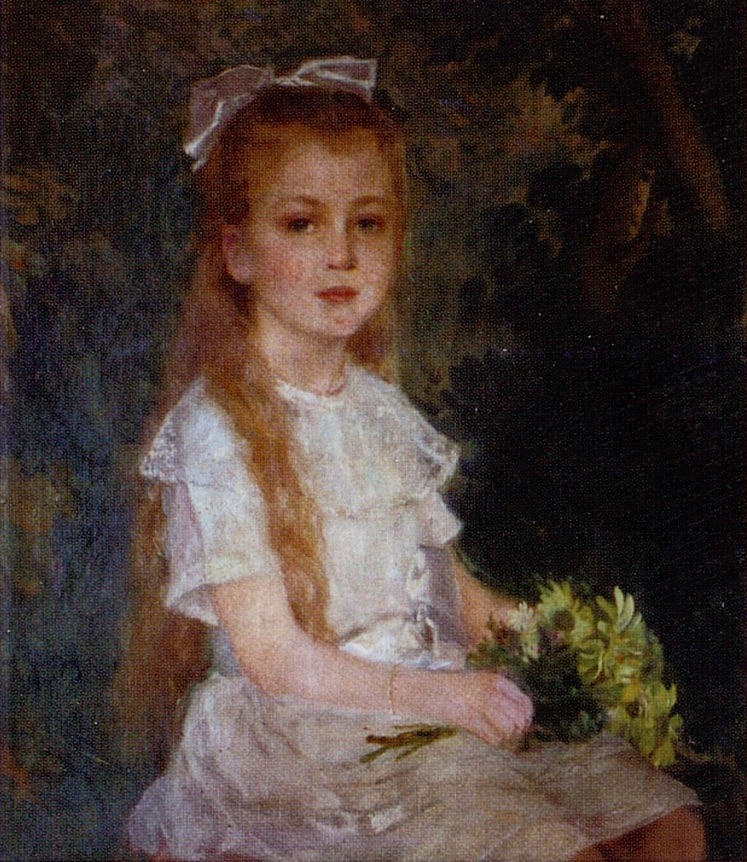
Seine Tochter Helvig (von) Paus, 1915 von Eilif Peterssen gemalt

Thorleif Paus gehörte der norwegischen Patrizierfamilie Paus an und war Sohn des Stahlgroßhändlers Ole Paus (1846–1931) und der Birgitte Halvordine Schou (1848–1923). Seine Mutter war eine Cousine des Industriemagnaten Halvor Schou. Thorleif Paus war Cousin zweiten Grades des Premierministers Sigurd Ibsen; sein Vater war Vetter Henrik Ibsens. Sein Großvater Christopher Blom Paus begann seine berufliche Laufbahn im Geschäft seines älteren Halbbruders Knud Ibsen.
Er war in seiner ersten Ehe mit Gabrielle oder Gabriele („Ella“) Stein (* 20. Oktober 1883 in Wien; † 3. November 1971 in Oslo) verheiratet; ihre Familie war Ende des 19. Jahrhunderts vom Judentum zum Katholizismus konvertiert. Sie war Tochter des Wiener Hof- und Gerichtsadvokaten Dr. jur. August Stein (1852–1890), der 1877 aus der Israelitischen Kultusgemeinde Wien austrat. In seiner zweiten Ehe war er von 1921 bis 1934 mit der Opernsängerin Dagny Schjelderup verheiratet. In seiner dritten Ehe von 1935 bis zu seinem Tod 1976 war er mit der verwitweten dänischen Gräfin Ella Moltke (1899–1971), geborene Glückstadt, verheiratet. Sie war die Witwe des dänischen Grafen Erik Moltke (1896–1922) und Tochter des dänischen Großhändlers Valdemar Glückstadt und dessen Ehefrau Julie Emilie Rée und gehörte einer der prominentesten jüdischen Geschäftsdynastien Dänemarks an. Thorleif Paus war in seiner ersten Ehe Vater von Helvig (von) Paus (1909–1976) und des norwegischen Generals Ole (von) Paus (1910–2003). Er war Großvater des Musikers Ole Paus und Urgroßvater des Komponisten Marcus Paus. Seine anderen Ehen waren kinderlos, er war aber Stiefvater des dänischen Grafen Erik Moltke (geb. 1922).
Thorleif Paus war ein Vetter des norwegisch-schwedischen Gutsbesitzers Herman Paus, der mit Leo Tolstois Enkelin Tanja Tolstoy-Paus verheiratet war.

## Generalkonsul in Wien, 1902–1918
Thorleif Paus besuchte die norwegische Militärakademie Krigsskolen, wo er 1902 als Offizier ausgebildet wurde. Er war von 1902 bis 1918 in Wien wohnhaft, zunächst als Sekretär am gemeinsamen schwedisch-norwegischen Generalkonsulat, dann als faktischer Vertreter ad interim des mittlerweile unabhängigen Königreichs Norwegen, Handelsattaché, Vizekonsul und amtierender Generalkonsul.
Infolge der Auflösung der schwedisch-norwegischen Union 1905 wurde er bereits als 23-jähriger Konsulatssekretär des mittlerweile aufgelösten gemeinsamen schwedisch-norwegischen Generalkonsulats der ranghöchste (amtierende) Vertreter des Königreichs Norwegen in Österreich-Ungarn; Die Zeit meinte: „[S]elten hat sich ein junger Diplomat in so verantwortungsvoller Lage befunden wie Herr v. Paus, da ihm doch in kürzester Zeit die Aufgabe bevorsteht, bei der Wiener Regierung die Anerkennung der Unabhängigkeit seines Staates zu erwirken.“
Er war von 1906 bis 1918 auch als selbständiger Agent und Vertreter norwegischer Großfirmen wie Norsk Hydro in Wien tätig. Von 1910 bis 1917 war er norwegischer Vizekonsul und amtierender Generalkonsul; Norwegen hatte damals keine Botschaft in Wien und der Generalkonsul war der höchstrangige Vertreter des Königreiches Norwegen mit Residenz in Österreich-Ungarn. Formal war der Botschafter mit Residenz in Berlin (Thor von Ditten) ab 1906 auch in Österreich-Ungarn und Italien akkreditiert; als Konsul arbeitete Paus mit v. Ditten eng zusammen und vertrat Norwegen häufig diplomatisch.
Die Familie lebte in einer Wohnung in der Marokkanergasse 18 im Botschaftsviertel im Zentrum von Wien; dies ist auch die genaue Adresse, an der die Hauptfigur der Fernsehserie Kommissar Rex lebt. Um 1911 zog die Familie in eine große Villa in der Auhofstraße 78C in Unter Sankt Veit. Dort hatten sie u. a. Besuche von Fridtjof Nansen und Roald Amundsen.
Paus war, in seiner Rolle als norwegischer Konsul und als einzige Skandinavier, beim Attentat von Sarajevo anwesend. In Österreich wurde er u. a. mit der Orden der Eisernen Krone geehrt.
Der Familienname wurde in Österreich-Ungarn bis 1919 offiziell "von Paus" geschrieben, teilweise auch "de Paus; die Familie verwendet dieses Prädikat auf Norwegisch nicht. Er wurde vom schwedisch-norwegischen Außenministerium bei den österreichischen Behörden unter dem Namen "von Paus" registriert, als er dem Generalkonsulat angegliedert wurde, und könnte daher einen Namensteil verwenden, der in Österreich ein gesetzliches Privileg war.

## Unternehmer in Norwegen, 1918–1935
1918 kehrte er nach Norwegen zurück und führte sein Geschäft in Oslo fort, in der Firma Thorleif Paus A/S. Er war Besitzer von zwei Fabriken in Ålesund.

## Gutsbesitzer in Schonen und späteres Leben, 1935–1976
Von 1935 bis 1964 lebte er als Gutsbesitzer in Schonen in Schweden, und war ab 1936 Besitzer des Schlosses und Gutes Kvesarum. Von 1948 bis 1964 war er Gutsbesitzer in Ejratal in Osby, ebenfalls in Schonen. Ab 1964 lebte er in Kopenhagen.
Während des Zweiten Weltkrieges öffnete er seine Türen für viele norwegische Flüchtlinge auf seinem Schloss in Schweden, und es wurde ein Flüchtlingslager auf dem Gelände gebaut.
Er war Mitglied der Norske Selskab von 1818.

## Ehrungen
- Johanniterorden[11]
- Orden der Eisernen Krone[12]
- Franz-Joseph-Orden[12]